# Olocau del Rey
Olocau del Rey település Spanyolországban, Castellón tartományban. Olocau del Rey La Mata de Morella, Todolella, Mirambel, Tronchón, Villarluengo és Bordón községekkel határos. Lakosainak száma 135 fő (2024).

## Népesség
A település népessége az elmúlt években az alábbi módon változott:
| Lakosok száma | 147  | 134  | 136  | 138  | 139  | 118  | 118  | 119  | 117  | 135  |
|               | 2001 | 2004 | 2006 | 2009 | 2011 | 2014 | 2016 | 2019 | 2021 | 2024 |